# 黒松内インターチェンジ
黒松内インターチェンジ（くろまつないインターチェンジ）は、北海道寿都郡黒松内町字白井川にある黒松内新道のインターチェンジ。
黒松内ICから黒松内南IC間は無料区間となる。

## 歴史
- 2009年（平成21年）11月7日：黒松内JCT - 黒松内ICが開通[2]。

## 周辺
- 道の駅くろまつない
- 熱郛駅（JR北海道・函館本線）
- 黒松内温泉ぶなの森
- 黒松内町営牧場

## 接続する道路
- 直接接続
  - 国道5号

## 隣
E5A 黒松内新道
(12) 黒松内JCT/TB - 黒松内南IC - 黒松内IC